# 니나 케네디
니나 케네디(영어: Nina Kennedy, 1997년 4월 5일~)는 오스트레일리아의 육상 선수로 주 종목은 장대높이뛰기이다. 올림픽에 2회 참가하여 2024년 하계 올림픽에서 금메달을 획득했고 세계 선수권 대회에서 금메달 1개(2023), 동메달 1개(2022)를 획득했다. 

## 경력
1997년 웨스턴오스트레일리아주 버슬턴에서 태어났다. 이후 가족과 함께 퍼스로 이주하여 그 곳에서 성장했다. 11세 때 육상 클럽에 가입하여 육상에 입문했으며 1년 후 장대높이뛰기를 시작했다.
2015년 오스트레일리아 성인 국가대표팀에 합류했으며 그 해 3월 멜버른에서 열린 IAAF 월드 챌린지 대회에 출전했다.
2023년 8월 부다페스트에서 열린 2023년 세계 육상 선수권 대회에서 4.90m의 오스트레일리아 신기록으로 케이티 너조트와 함께 공동 금메달을 획득하였다.